# Dinotrema waterhousei
Dinotrema waterhousei är en stekelart som beskrevs av Robert A.Wharton 2002. Dinotrema waterhousei ingår i släktet Dinotrema och familjen bracksteklar. Inga underarter finns listade i Catalogue of Life.